# Eva Dell'Acqua
Pour les articles homonymes, voir Dellacqua.
Eva Dell'Acqua, née à Bruxelles le 28 janvier 1856 et morte à Ixelles le 12 février 1930, est une chanteuse et compositrice belge d'origine italienne.

## Biographie
Fille du peintre italien Cesare Dell'Acqua, Eva est née en 1856 à Schaerbeek, Bruxelles, en Belgique. Elle composa dans le style romantique et créa des œuvres orchestrales, de la musique de chambre et d'autres œuvres pour piano et voix solo. Elle est également l'auteure d’une quinzaine de pièces de théâtre relevant de l’opérette ou de l’opéra comique. Sa production court de 1877 à 1922.
Au début de sa carrière, les œuvres d'Eva Dell'Acqua sont représentées dans des salons privés, ou théâtre de société. Elles sollicitent le concours de personnalités belges de l’époque, telles le baron Albert de Fierlant, Hippolyte Fierens-Gevaert, le chansonnier Maurice Lefèvre ou le futur bourgmestre Adolphe Max.
Les représentations théâtrales de ses œuvres ont été jouées sur diverses scènes de la capitale bruxelloise : le Théâtre Molière à Ixelles, le Théâtre Royal des Galeries Saint-Hubert, le Théâtre du Palais des Glaces, le Théâtre de la Scala, le Salon Moderne, la Salle Marugg...  Certaines de ces représentations ont pu bénéficier de la scénographie d’Albert Dubosq. Les œuvres de la compositrice ont fait l’objet de diverses critiques dans les journaux belges L’Art moderne , Le Guide musical, mais aussi la Gazetta musicale di Milano.
Un grand nombre de ses pièces a été publié chez Schott frères (en) entre 1880 et 1920,. Sa chanson la plus célèbre reste la villanelle J'ai vu passer l'hirondelle pour soprano colorature. Cette chanson est issue de son opéra comique, Feu de paille (1888), pour lequel l’avocat et homme de lettres Frédéric Van der Elst a été librettiste. J'ai vu passer l'hirondelle (Villanelle) a été largement interprétée et enregistrée ; elle figure dans les bandes sonores de films, dont Get Hep to Love (en) (1942) et Ma femme est un ange (1942).
Eva Dell'Acqua est morte le 12 février 1930 à Ixelles (Bruxelles), en Belgique.
Ses manuscrits et partitions sont conservés au Conservatoire royal de musique de Bruxelles. Eva Dell'Acqua a fait l’objet d’une conférence au Studiecentrum voor Vlaamse Muziek en 2018.

## Œuvres
Parmi ses œuvres, on compte plusieurs opéras en opérettes entre 1888 et 1906.
- Villanelle (1893) ;
- Bachelette (1896) ;
- Je donnerais (1908) ;
- Swallow's Waltz (1909) ;
- Chanson provençale pour orchestre (?) ;
- Chanson provençale' interprétée en français par virginia rea disque brunswick 5187 A
- Le Clavecin (191) ;
- Pierrot menteur, opérette (1918)[8].